# Aceratoneura
Aceratoneura is een geslacht van vliesvleugeligen uit de familie Eulophidae. De wetenschappelijke naam van dit geslacht is voor het eerst geldig gepubliceerd in 1915 door Girault & Dodd.

## Soorten
Het geslacht Aceratoneura is monotypisch en omvat slechts de volgende soort:
- Aceratoneura splendida Dodd & Girault, 1915